# RBG
RBG är en dokumentärfilm från 2018 om Ruth Bader Ginsburg, domare i USA:s högsta domstol. Filmen producerades av Betsy West och Julie Cohen. Den hade världspremiär på Sundance filmfestival i januari 2018 och visades senare på biografer i USA. Filmen fick positiv kritik och nominerades till två Oscar-priser för bästa dokumentärfilm och bästa sång (I'll Fight).
Låten I'll Fight, som spelas under rulltexten, skrevs av Diane Warren och spelades in av Jennifer Hudson.

## Handling
Dokumentärfilmen berättar historien om hur Ruth Bader Ginsburg trotsade gendermotstånd under sin karriär, vilken slutade med att hon utsågs till domare i USA:s högsta domstol. Från det att hon kom som student till Harvard Law School kämpade hon för kvinnors rätt att få likabehandling i arbetslivet. 
Filmen behandlar också Ruth Bader Ginsburgs position som en populär kändis, vilket började med utgivandet av Notorious R.B.G.: The Life and Times of Ruth Bader Ginsburg av Shana Knizhnik och Irin Carmon. 
Ruth Bader Ginsburgs barnbarn, som medverkar i filmen, tog också juristexamen vid Harvard Law School. Hon anmärker att i hennes avgångsklass var hälften kvinnor och hälften män, medan på Ruth Bader Ginsburgs tid det endast var nio kvinnliga studenter i en årskull på 560 elever.
Filmen visar en lekfull sida hos den normalt reserverade Ruth Bader Ginsburg. Hon medverkar i ett godmodigt meningsutbyte med den ärkekonservative högstadomstolsdomaren Antonin Scalia, vid vilket de konstaterar att kärlek till opera var en av de få saker som de delade.